# Raorchestes travancoricus
Raorchestes travancoricus là một loài trong chi ếch thuộc họ Rhacophoridae.
Nó là loài đặc hữu của Ấn Độ. Môi trường sống tự nhiên của chúng là các khu rừng ẩm ướt đất thấp nhiệt đới hoặc cận nhiệt đới.